# Zinédine Zidane
Zinédine Zidane (francès: Zinedine Zidane)  (16è districte, 23 de juny de 1972) és un exjugador i un entrenador francès de futbol d'origen amazic, de renom Zizou.
Com a futbolista destacà principalment per la seva habilitat amb la pilota, controls de qualsevol tipus, driblatges, fintes, llançaments de falta i assistències de gol.

## Carrera futbolística
Va començar la seua carrera futbolística en l'equip de La Castellane, del barri marsellès del mateix nom, on va nàixer. Va jugar en modestos equips de la perifèria de Marsella, com el US Saint Henri i el Septemes. Quan tenia 14 anys va fitxar per les categories inferiors de l'AS Cannes.
Des d'aleshores, la seua ascensió va ser imparable. A tan sols 17 anys va debutar a la primera divisió francesa contra el FC Nantes. El seu equip següent va ser el FC Girondins de Bordeaux, on va explotar tot el seu potencial durant 4 anys.
El 1996, Zidane va fitxar per la Juventus de Torí, club amb el qual va engrossir considerablement el seu palmarès.
La selecció francesa va tenir en Zidane el seu eix principal per a esdevenir la millor selecció francesa de la història. Va ser el millor jugador del Mundial de Futbol de 1998, guanyant la final davant del Brasil i fent dos gols de cap. També es va coronar campió de l'Eurocopa de Bèlgica i Holanda del 2000.
A Itàlia va guanyar quasi tots els títols possibles (la Lliga, la Supercopa d'Itàlia, i la Copa Intercontinental). Només li faltava un títol important: la Lliga de Campions, encara que va ser subcampió dos vegades, una de les quals perdent la final contra el Reial Madrid, que seria el seu següent equip, i amb el qual obtindria el trofeu que li mancava.
El 9 de juny del 2001 va ser presentat per l'equip espanyol Reial Madrid. El transferiment va representar prop dd 78 milions d'euros, la qual cosa en va fer el jugador més car en la història del futbol. Encara que al principi li va costar d'acomodar-se a un equip ple d'estels (els periodistes van anomenar l'equip Els Galàctics), va culminar la temporada fent el gol que donava la victòria per 2-1 al Reial Madrid davant de l'equip alemany Bayer Leverkusen a la final de la Lliga de Campions de 2001-2002.
A desgrat d'això, les lesions li van impedir de tornar a tenir una actuació com la de 1998 amb la selecció del seu país al Mundial de 2002, en la qual defensant el trofeu, el seu equip va tenir una actuació molt dolenta, essent eliminats a la primera ronda sense fer ni un sol gol.
Zidane es va retirar de la selecció francesa després de culminar una dolenta Eurocopa de Portugal 2004, en la qual França va caure en quarts de final per 0-1 contra Grècia malgrat que hi va fer uns bons partits fent 3 gols. L'any 2005 va tornar a la selecció amb l'objectiu de la Copa del Món d'Alemanya 2006, essent un jugador clau per a la seua selecció durant la fase de classificació.
Va ser Pilota d'Or el 1998, millor jugador del món segons la FIFA el 1998 i 2000, campió del Món i d'Europa amb la selecció francesa, peça clau en la totpoderosa Juventus Football Club de les acaballes dels anys 1990.
Posteriorment rebé ofertes d'equips com el Al Sadd de Qatar i el Chicago Fire dels Estats Units.

## Altres ocupacions
Ha tingut dos fills, un que batejà Enzo en honor del seu ídol futbolístic, l'uruguaià Enzo Francescoli, i l'altre Theo. Els dos han seguit les petjades del seu pare, jugant el primer a les categories inferiors del Reial Madrid CF i Theo a l'ACD Canillas, del barri d'Hortaleza, a Madrid.
A més de la seua faceta futbolística, Zidane és ambaixador de l'ONU en la lluita contra la fam.
El 25 d'abril del 2006 va confirmar que es retirava del futbol professional a la fi del Mundial d'Alemanya, en una entrevista televisada per a l'emissora francesa Canal Plus. Segons el diari esportiu espanyol As, "les seues contínues lesions i els problemes interns del Reial Madrid el van portar a prendre la decisió". A un torn de premsa davant de 150 periodistes va deixar clar el seu interès de continuar vinculat al Reial Madrid treballant amb xiquets. Va destacar la gran satisfacció que li van donar els seus successos com a futbolista professional, amb l'obtenció dels màxims trofeus amb la seua selecció i amb els grans d'Europa, Juventus i Reial Madrid.
El 2008 fou guardonat del premi Marca Leyenda. D'ençà de l'1 de juny de 2009 ocupa el càrrec de Conseller del President al Reial Madrid CF, club en què es va retirar.

## Palmarès

### Com a jugador
| Títol                    | Equip                 | País    | Any  |
| ------------------------ | --------------------- | ------- | ---- |
| Copa Intertoto           | Girondins de Bordeaux | França  | 1995 |
| Supercopa d'Europa       | Juventus de Torí      | Itàlia  | 1996 |
| Copa Intercontinental    | Juventus de Torí      | Itàlia  | 1996 |
| Lliga italiana de futbol | Juventus de Torí      | Itàlia  | 1997 |
| Supercopa d'Itàlia       | Juventus de Torí      | Itàlia  | 1997 |
| Lliga italiana de futbol | Juventus de Torí      | Itàlia  | 1998 |
| Copa del Món de la FIFA  | Selecció de França    | França  | 1998 |
| Copa Intertoto           | Juventus de Torí      | Itàlia  | 1999 |
| Eurocopa de Futbol       | Selecció de França    | França  | 2000 |
| Supercopa d'Espanya      | Real Madrid CF        | Espanya | 2001 |
| Lliga de Campions        | Real Madrid CF        | Espanya | 2002 |
| Supercopa d'Europa       | Real Madrid CF        | Espanya | 2002 |
| Copa Intercontinental    | Real Madrid CF        | Espanya | 2002 |
| Lliga espanyola          | Real Madrid CF        | Espanya | 2003 |
| Supercopa d'Espanya      | Real Madrid CF        | Espanya | 2003 |

### Com a segon entrenador
| Títol             | Equip          | País    | Any  |
| ----------------- | -------------- | ------- | ---- |
| Copa del Rei      | Real Madrid CF | Espanya | 2014 |
| Lliga de Campions | Real Madrid CF | Espanya | 2014 |

### Com a entrenador
| Títol                       | Equip          | País    | Any  |
| --------------------------- | -------------- | ------- | ---- |
| Lliga de Campions           | Real Madrid CF | Espanya | 2016 |
| Supercopa d'Europa          | Real Madrid CF | Espanya | 2016 |
| Campionats del Món de Clubs | Real Madrid CF | Espanya | 2016 |
| Lliga espanyola             | Real Madrid CF | Espanya | 2017 |
| Lliga de Campions           | Real Madrid CF | Espanya | 2017 |
| Supercopa d'Europa          | Real Madrid CF | Espanya | 2017 |
| Supercopa d'Espanya         | Real Madrid CF | Espanya | 2017 |
| Campionats del Món de Clubs | Real Madrid CF | Espanya | 2017 |
| Lliga de Campions           | Real Madrid CF | Espanya | 2018 |
| Supercopa d'Espanya         | Real Madrid CF | Espanya | 2020 |
| Lliga espanyola             | Real Madrid CF | Espanya | 2020 |

### Premis individuals
| Premi                                                                                   | Any  |
| --------------------------------------------------------------------------------------- | ---- |
| Jugador juvenil de la Ligue 1                                                           | 1994 |
| Millor jugador de la Ligue 1                                                            | 1996 |
| Oscar del calcio al millor jugador estranger                                            | 1997 |
| Onze d'argent                                                                           | 1997 |
| Pilota de Bronze                                                                        | 1997 |
| Futbolista francès de l'any                                                             | 1998 |
| Selecció FIFA's World Cup del campionat                                                 | 1998 |
| Campió de campions, L'Équipe                                                            | 1998 |
| Onze d'or                                                                               | 1998 |
| Migcampista de l'any per la UEFA                                                        | 1998 |
| Millor jugador del món per World Soccer                                                 | 1998 |
| Pilota d'Or                                                                             | 1998 |
| FIFA World Player                                                                       | 1998 |
| Inclòs a l'onze ideal de l'ESM                                                          | 1998 |
| Onze de bronze                                                                          | 1999 |
| Inclòs a la llista World Soccer's Selection of the 100 Greatest Footballers of All Time | 1999 |
| Onze d'or                                                                               | 2000 |
| Equip Ideal de l'Eurocopa 2000                                                          | 2000 |
| Millor jugador de l'Eurocopa 2000                                                       | 2000 |
| FIFA World Player                                                                       | 2000 |
| Pilota de Plata                                                                         | 2000 |
| Onze d'or                                                                               | 2001 |
| Inclòs a l'onze ideal de la UEFA                                                        | 2001 |
| Oscar del calcio al millor jugador estranger                                            | 2001 |
| Oscar del calcio al millor jugador de la Sèrie A                                        | 2001 |
| Jugador Francès de l'any                                                                | 2002 |
| Futbolista de l'any per la UEFA                                                         | 2002 |
| Inclòs a l'onze ideal de la UEFA                                                        | 2002 |
| Inclòs a l'onze ideal de l'ESM                                                          | 2002 |
| Premi Don Balón al Millor Jugador Estranger                                             | 2002 |
| Onze d'argent                                                                           | 2002 |
| Copa del Món de Futbol Dream Team                                                       | 2002 |
| Onze d'argent                                                                           | 2003 |
| Inclòs a l'onze ideal de la UEFA                                                        | 2003 |
| Inclòs a l'onze ideal de l'ESM                                                          | 2003 |
| FIFA World Player                                                                       | 2003 |
| UEFA Golden Jubilee Poll (Millor jugador d'Europa: 1954-2004)                           | 2004 |
| Equip Ideal de l'Eurocopa 2004                                                          | 2004 |
| Inclòs a l'onze ideal de l'ESM                                                          | 2004 |
| Escollit com un dels 125 millors futbolistes vius de la història (FIFA 100)             | 2004 |
| Equip de l'any FIFpro                                                                   | 2005 |
| Selecció FIFA's World Cup del campionat                                                 | 2006 |
| Pilota d'Or de la Copa del Món                                                          | 2006 |
| Equip de l'any FIFpro                                                                   | 2006 |
| Millor constructor de joc del món segons la IFFHS                                       | 2006 |
| Premi d'Honor UNFP                                                                      | 2007 |
| Inclòs a la llista AFS Top-100 Players of All-Time                                      | 2007 |
| Marca Leyenda                                                                           | 2008 |
| Golden Foot Legend Award                                                                | 2008 |
| Onze Ideal de la Dècada pel diari anglès The Sun                                        | 2009 |
| Onze Ideal de la dècada per Sports Illustrated                                          | 2009 |
| Millor jugador de la dècada per Sports Illustrated                                      | 2009 |
| Onze Ideal de la dècada per ESPN                                                        | 2009 |
| Millor jugador de la dècada per ESPN                                                    | 2009 |
| Onze Ideal de la dècada per Goal                                                        | 2010 |
| Millor jugador de la dècada per Fox Sports                                              | 2009 |
| Millor jugador de la dècada per Marca                                                   | 2010 |
| Onze Ideal de la dècada per Don Balón                                                   | 2010 |
| Millor jugador de la dècada per Don Balón                                               | 2010 |
| Millor jugador de la història de la Lliga de Campions de la UEFA                        | 2011 |
| Onze Ideal de la dècada per la UEFA                                                     | 2011 |
| Premi Laureus especial a la trajectòria de tota una vida                                | 2011 |
| Onze Ideal de la història del Reial Madrid                                              | 2012 |
| Onze Ideal de la història per la revista World Soccer                                   | 2013 |
| Goal Hall of Fame                                                                       | 2014 |
| Millor jugador de la història de la Ligue 1                                             | 2014 |
| Campionat d'Europa de futbol All Time XI                                                | 2016 |
| Millor jugador Francès de la història                                                   | 2016 |
| Entrenador revelació de la Lliga segons la UEFA                                         | 2016 |
| Entrenador revelació de la Lliga de Campions de la UEFA                                 | 2016 |
| Entrenador Francès de l'any                                                             | 2016 |
| Millor entrenador de la Lliga segons la UEFA                                            | 2017 |
| Millor entrenador de la Lliga de Campions de la UEFA                                    | 2017 |
| Onze d'Or al millor entrenador d'Europa                                                 | 2017 |
| Inclòs a la llista FourFourTwo's 100 Greatest Footballers Ever                          | 2017 |
| Millor entrenador del món per la FIFA                                                   | 2017 |
| Onze Ideal de la història de la Juventus FC                                             | 2017 |
| Millor entrenador del món per ESPN                                                      | 2017 |
| Premi IFFHS al millor entrenador del món                                                | 2017 |
| Premi World Soccer al millor entrenador de l'any                                        | 2017 |
| Premi Globe Soccer al millor entrenador de l'any                                        | 2017 |
| Entrenador Francès de l'any                                                             | 2017 |
| Millor jugador Francès de la història per L'Équipe                                      | 2018 |
| Onze d'Or al millor entrenador d'Europa                                                 | 2018 |
| Premi IFFHS al millor entrenador del món                                                | 2018 |
| Millor entrenador de la Lliga segons la UEFA                                            | 2020 |
| Trofeu Miguel Muñoz                                                                     | 2020 |
| Onze d'Or al millor entrenador d'Europa                                                 | 2021 |